# Xiphorhamphus ferox
Xiphorhamphus ferox és una espècie de peix de la família dels caràcids i de l'ordre dels caraciformes.

## Morfologia
- Els mascles poden assolir 27,2 cm de llargària total.[3]

## Reproducció
Té lloc a l'inici de la temporada de pluges.

## Alimentació
Menja altres peixos.

## Hàbitat
Viu en zones de clima tropical.

## Distribució geogràfica
Es troba a Sud-amèrica: conques dels rius Amazones i Orinoco, i rius de la Guaiana Francesa, Surinam i Guaiana.